# Mittelbergheim
Mittelbergheim là một xã trong tỉnh Bas-Rhin, thuộc vùng Grand Est của nước Pháp, có dân số là 617 người (thời điểm 1999). Xã thuộc trong số Những làng đẹp nhất Pháp

## Thông tin nhân khẩu
| 1962 | 1968 | 1975 | 1982 | 1990 | 1999 |
| ---- | ---- | ---- | ---- | ---- | ---- |
| 613  | 640  | 651  | 647  | 628  | 617  |